# Lantfrido
Lantfrido, noto anche come Lanfredo (in latino Lantfridus o Lanfredus) (... – 730), fu duca degli Alemanni dal 709 al 730.

## Biografia
Lantfrido era il figlio del duca degli Alemanni Gotfrido e il fratello di Teodebaldo. Nel 709, dopo la morte del padre Gotfrido, Lantfrid e suo fratello Teodebaldo divennero entrambi duchi degli Alemanni. Probabilmente, Lantfrido si occupò del governo dell'area settentrionale del ducato, mentre suo fratello Teodebaldo governò l'area meridionale. Durante il loro regno, entrambi i fratelli furono oppositori dei maestri di palazzo.
A metà del VII secolo, il ducato alemanno aveva acquistato grande autonomia, anche in virtù della debolezza dei sovrani merovingi, cosicché i duchi governavano come se fossero sovrani indipendenti. I Carolingi, che aspiravano al trono, cercarono di consolidare il regno franco sottomettendo i ducati tributari ribelli, finendo per entrare in conflitto con i duchi degli Alemanni. Tra il 722 e il 723 Carlo Martello condusse una campagna militare contro Teodebaldo, che fu temporaneamente espulso dal suo territorio. Lantfrido, invece, riuscì a mantenere il controllo dei propri domini. Nel 724, sotto la protezione di Carlo Martello, Pirmino di Murbach fondò presso il lago di Costanza il monastero di Reichenau, situato al centro del ducato degli Alemanni, divenendone il primo abate. Lantfrido e Teudebaldo percepirono questo atto come un'ulteriore provocazione, così nel 727 Teodebaldo scacciò Pirmino da Reichenau e nel 732 fece lo stesso con il suo successore Heddo.
Secondo la tradizione relativa a due manoscritti, una delle più antiche raccolte di leggi degli Alemanni, la Lex Alamannorum, sia stata redatta al tempo del duca Lantfrido. Tuttavia, è probabile che si tratti di una successiva falsificazione prodotta presso il monastero di Reichenau.
Nel 730 Carlo Martello condusse una seconda campagna contro i duchi Teodebaldo e Lantfrido. Lantfrido morì in quello stesso anno durante una campagna militare, così suo fratello Teodebaldo divenne l'unico duca degli Alemanni.